# Alfred Reisenauer
Alfred Reisenauer (Konigsberg, 1 de novembre, 1863 – Liepāja (Letònia), 3 d'octubre, 1907), fou un pianista compositor i professor de música alemany.

## Biografia
És conegut com un dels professors i intèrprets de piano més importants de la seva època, Reisenauer es va convertir en professor principal de piano al Conservatori de Sondershausen el 1885, però abans va ser deixeble de Franz Liszt i Louis Köhler. Era a la casa de Liszt quan Liszt va morir el 1886 i va ser portador de torxes al costat del taüt durant la processó del funeral. Després va començar a ensenyar piano al Conservatori de Leipzig l'any 1900, finalment va ser nomenat director de la mateixa institució on els seus alumnes incloïen Sigfrid Karg-Elert, Sergei Bortkiewicz i Anatol von Roessel.
Reisenauer va liderar una carrera de gran èxit com a pianista, especialment a Alemanya i Rússia, i va ser molt conegut per la seva manera de tocar sensible, especialment de Schumann. També va fer una especialitat de la música virtuosa de piano de Liszt. A partir de 1886 va viatjar a Àsia central i Rússia fins a Sibèria. El 10 d'abril de 1905, va gravar deu peces de piano per al piano Welte-Mignon al Welte Studio de Leipzig. Reisenauer també va musicar nombrosos lieder.
Se sap que patia por escènica i de vegades sembla que estava borratxo a l'escenari durant un concert. Va morir sobtadament a Liepāja (coneguda a Alemanya com a Libau) el 1907 durant una gira de concerts.